# Svensktoppen 1974
Svensktoppen 1974 är en sammanställning av de femton mest populära melodierna på Svensktoppen under 1974.
1974 infördes en regel som sa att låtarna endast fick ligga inne i 10 veckor. Samma år infördes även bestämmelsen att både text och musik måste ha skrivits av svenska medborgare. Översättningar av icke-svenska originallåtar var alltså inte längre tillåtna, däremot behövde inte framföraren ha svenskt pass. Detta gjorde att dansbandsmusiken sakta började ta över alltmer på listan.
Populärast var vinnaren av årets melodifestival och Eurovision Song Contest, Waterloo av Abba. Melodin fick sammanlagt 593 poäng under 11 veckor.
Populäraste artisterna var Abba, Lars Berghagen och Streaplers, som fick med två melodier var på årssammanfattningen.

## Årets Svensktoppsmelodier 1974
| Nr | Artist                      | Titel                               | Poäng | Antal veckor |
| -- | --------------------------- | ----------------------------------- | ----- | ------------ |
| 1  | Abba                        | Waterloo                            | 593   | 11           |
| 2  | Lars Berghagen              | Min kärlekssång till dig            | 563   | 11           |
| 3  | Jigs                        | Vi har så mycket att säga varandra  | 554   | 11           |
| 4  | Sven-Ingvars                | Jag vill resa bort                  | 504   | 11           |
| 5  | Lena Andersson              | Hasta Mañana                        | 485   | 11           |
| 6  | Abba                        | Honey, Honey                        | 483   | 11           |
| 7  | Streaplers                  | Bara femton år                      | 479   | 10           |
| 8  | Eldorados                   | I min lilla, lilla värld av blommor | 454   | 11           |
| 9  | Flamingokvintetten          | Där näckrosen blommar               | 454   | 9            |
| 10 | Lars Berghagen              | Hålligång i skogen                  | 448   | 11           |
| 11 | Karlstad-Örjans             | Evelyn                              | 446   | 11           |
| 12 | Anna-Lena Löfgren           | Säg godmorgon                       | 424   | 11           |
| 13 | Streaplers                  | Du lever som du en gång har lärt    | 421   | 11           |
| 14 | Sten & Stanley/Sten Nilsson | Lilla Ann-Louise                    | 405   | 11           |
| 15 | Tonix                       | Flyg din väg                        | 384   | 10           |